# Pier Paolo Partenio
Pier Paolo Partenio, né le 6 février 1993 à Macerata en Italie, est un joueur italien de volley-ball. Il mesure 1,93 m et joue Passeur.

## Clubs
| Club                              | De        | À        |
| --------------------------------- | --------- | -------- |
| Paoloni Appignano                 | sep 2012  | déc 2012 |
| Associazione Sportiva Volley Lube | jan 2013  | avr 2013 |
| Pallavolo Piacenza                | 2013-2014 | ...      |

## Palmarès
- Coupe d'Italie (1)
  - Vainqueur : 2014
  - Finaliste : 2013
- Supercoupe d'Italie (1)
  - Vainqueur : 2012